# Diacko Fofana
Diacko Fofana (Vernon, 29 juli 1994) is een Franse voetballer die bij voorkeur als rechtsback speelt.

## Clubcarrière
Fofana speelde in de jeugd bij Les Andelys, Aubevoye, Le Havre, SM Caen en OGC Nice. Hij debuteerde voor OGC Nice op achttienjarige leeftijd in de Ligue 1 op 28 januari 2012 tegen Montpellier. Hij begon aan de wedstrijd en werd na een uur spelen naar de kant gehaald. Tijdens het seizoen 2012/13 kwam hij tot vier competitiewedstrijden voor OGC Nice en vier competitiewedstrijden voor OGC Nice II. In dit seizoen raakte hij ook geblesseerd. Tijdens seizoen 13/14 speelde hij geen wedstrijden. Volgend seizoen ging hij naar Athlético Marseille, waar hij 1 wedstrijd speelde. Seizoen 16/17 speelde hij weer geen wedstrijden en ging weer naar een andere club. Dit keer ging hij naar Le Havre AC II in de Championnat National 3. Daar speelde hij 6 wedstrijden en kreeg 2 gele kaarten. In seizoen 21/22 ging hij naar Marignane Gignac FC en speelde daar 8 wedstrijden en kreeg 2 gele kaarten. In seizoen 22/23 ging hij naar ES Fos-sur-Mer in Regional 1. Sinds 1 juli 2023 speelt hij bij geen club meer. 

## Statistieken
| Seizoen         | Team                | Comp.                  | Wed. Ges. | Min. Ges. | Doelp. | Gele kaart |
| --------------- | ------------------- | ---------------------- | --------- | --------- | ------ | ---------- |
| 22/23           | ES Fos-sur-Mer      | Régional 1             | /         | /         | /      | /          |
| 21/22           | Marignane Gignac FC | Championnat National 2 | 8         | 500       | 0      | 2          |
| 19/20           | Le Havre AC II      | Championnat National 3 | 6         | 540       | 0      | 2          |
| 16/17           | Athlético Marseille | Championnat National   | 0         | 0         | 0      | 0          |
| 15/16           | Athlético Marseille | Championnat National   | 1         | 63        | 0      | 0          |
| 13/14           | OGC Nice            | Ligue 1                | 0         | 0         | 0      | 0          |
| 12/13           | OGC Nice            | Ligue 1                | 4         | 100       | 0      | 0          |
| 12/13           | OGC Nice II         | Championnat National 3 | 4         | 208       | 0      | 0          |
| 11/12           | OGC Nice            | Ligue 1                | 1         | 61        | 0      | 0          |
| Carrière Totaal | Carrière Totaal     | Carrière Totaal        | 24        | 1472      | 0      | 4          |

| Seizoen | Team        | Comp.                     | Wed. Ges. | Min. Ges. | Doelp. | Gele kaart |
| ------- | ----------- | ------------------------- | --------- | --------- | ------ | ---------- |
| 19/20   | Le Havre AC | Coupe de France (voetbal) | 1         | 45        | 0      | 0          |